# Hygropoda higenaga
Hygropoda higenaga là một loài nhện trong họ Pisauridae.
Loài này thuộc chi Hygropoda. Hygropoda higenaga được Kyukichi Kishida miêu tả năm 1936.

## Hình ảnh

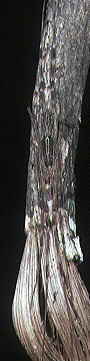
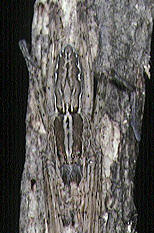
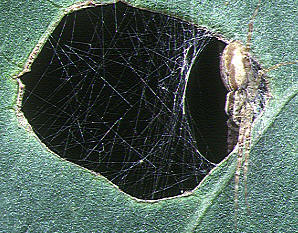
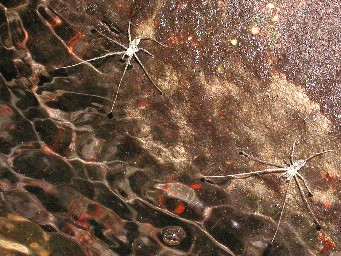